# Xã Lincoln, Quận Douglas, Nam Dakota
Xã Lincoln (tiếng Anh: Lincoln Township) là một xã thuộc quận Douglas, tiểu bang Nam Dakota, Hoa Kỳ. Năm 2010, dân số của xã này là 84 người.